# L'Amour
L'Amour (de 1973), também conhecido como Andy Warhol's L'Amour, é um filme experimental escrito e dirigido por Andy Warhol e Paul Morrissey.
Foi filmado em setembro de 1970 e lançado no dia 10 de maio de 1973, trazendo no elenco: Patti D'Arbanville, Karl Lagerfeld, Donna Jordan, Michael Sklar e Jane Forth.

## Sinopse
Donna e Jane são dois hippies estadunidenses que vão para Paris à procura de sexo e romance, mas, principalmente, à procura de maridos ricos. Eventualmente, Donna encontra um industrialista de perfume, chamado Michael, que deseja se casar com ela sob uma condição: que ela aceite dividir com ele a amizade especial que ele mantém com Max, um gigolô local.